# Бочкарёв, Николай Васильевич
Николай Васильевич Бочкарёв (13 декабря 1932 — 9 июня 2016) — советский комбайнёр, Герой Социалистического Труда (1974).

## Биография
Родился в селе Средний Егорлык (ныне — Целинский район Ростовской области).
Проходил срочную службу в Советской Армии. Демобилизовавшись, работал сначала в машинно-тракторной станции, позднее стал комбайнёром, звеньевым комбайнового звена в совхозе «Московский».
Одним из первых в совхозе перешёл на комбайны «Колос». Дав в 1974 году обязательство намолотить 8 тысяч центнеров зерна, Бочкарёв не только успешно выполнил его, но и уже к середине июля превысил заявленную цифру. В своём совхозе и двух соседних колхозах в жатву 1974 года звено Бочкарёва намолотило 100 тысяч центнеров зерна, что для своего времени явилось крупным рекордом.
Указом Президиума Верховного Совета СССР от 6 августа 1974 года за «проявленную трудовую доблесть, выдающееся мастерство в использовании техники на уборке урожая зерновых культур и достижение высокой выработки и намолота зерна в 1974 году» Николай Бочкарёв был удостоен высокого звания Героя Социалистического Труда с вручением ордена Ленина и медали «Серп и Молот».
Член КПСС с 1974 года. был делегатом XXV съезда КПСС и депутатом областного Совета народных депутатов.
До выхода на пенсию продолжал трудиться в родном совхозе, работая на комбайнах «Колос», «Нива» и «Дон» различных моделей. Неоднократно добивался самых высоких результатов. По почину Героев Социалистического Труда из Целинского района Георгия Ефимовича Распопова и Бочкарёва были организованы укрупнённые уборочно-транспортные отряды и звенья. 
В 1976 году разгорелось социалистическое соревнование между звеном Героя Социалистического Труда Нины Васильевны Переверзевой из колхоза «Путь Ленина» Песчанокопского района Ростовской области и звеном Бочкарёва. Оно принесло победу Переверзевой, однако Бочкарёв также превысил свой прошлогодний рекорд. 
В уборочную страду 1981 года звено Бочкарёва опять добилось рекордной выработки, намолотив за сутки 5280 центнеров зерна, а всего за жатву - более 30 000 центнеров. За время работы внес огромный вклад в создание прочной производственной базы хозяйства, укрепление материального благополучия трудового коллектива. В центре внимания Бочкарева Н.В. постоянно находились вопросы улучшения условий труда и быта крестьян, оказания помощи пенсионерам, многодетным матерям, работа с молодежью, подготовка достойной смены землепашцев. Передавал свой опыт молодым механизаторам в своём совхозе и в специально созданной «школе Бочкарёва». Так, летом 1976 года в целях обмена опытом на полях совхоза «Московский» в звене Бочкарёва работал будущий Герой Социалистического Труда А.И.Панарин.
После выход на пенсию жил в родном селе. Скончался 9 июня 2016 года.

## Награды и звания
- Был также награждён орденом Октябрьской Революции и рядом медалей.
- Лауреат Государственной премии СССР (1975).
- Заслуженный наставник молодёжи РСФСР, Почётный гражданин Целинского района.